# Додекаэдральные соты порядка 4
| Додекаэдральные соты порядка 4 | Додекаэдральные соты порядка 4  |
| ------------------------------ | ------------------------------- |
|                                |                                 |
| Тип                            | Гиперболические правильные соты |
| Символ Шлефли                  | {5,3,4} {5,31,1}                |
| Диаграммы Коксетера — Дынкина  | · ↔                             |
| Ячейки                         | {5,3}                           |
| Грани                          | Пятиугольники {5}               |
| Рёберная фигура                | квадраты {4}                    |
| Вершинная фигура               | Октаэдр                         |
| Двойственные соты              | Кубические соты порядка 5       |
| Группа Коксетера               | BH3, [5,3,4] DH3, [5,31,1]      |
| Свойства                       | Regular, квазиправильные соты   |

Додекаэдральные соты порядка 4 — одна из четырёх компактных правильных заполняющих пространство мозаик (или сот) в гиперболическом трёхмерном пространстве имея символ Шлефли {5,3,4}, соты имеют четыре додекаэдра вокруг каждого ребра и 8 додекаэдров вокруг каждой вершины в октаэдральном расположении. Вершины сот строятся на 3 ортогональных осях. Двойственным телом сот являются кубические соты порядка 5.
Соты обычно строятся в обычном евклидовом («плоском») пространстве подобно выпуклым однородным сотам. Они могут быть построены также в неевклидовых пространствах, такие как гиперболические однородные соты. Любой конечный однородный многогранник можно спроецировать на его описанную сферу, чтобы образовать однородные соты на сферическом пространстве.

## Описание
Двугранный угол додекаэдра равен ~116.6°, так что невозможно разместить 4 додекаэдра на ребре в евклидовом 3-мерном пространстве. Однако в гиперболическом пространстве для додекаэдра можно подобрать размер так, что его двугранные углы уменьшаются до 90 градусов, а тогда четыре додекаэдра точно заполняют пространство вокруг каждого ребра.

## Симметрия
Соты строятся с половинной симметрией, {5,31,1}, с двумя типами (цветами) шестиугольных мозаик в построении Витхоффа.  ↔ .

## Рисунки

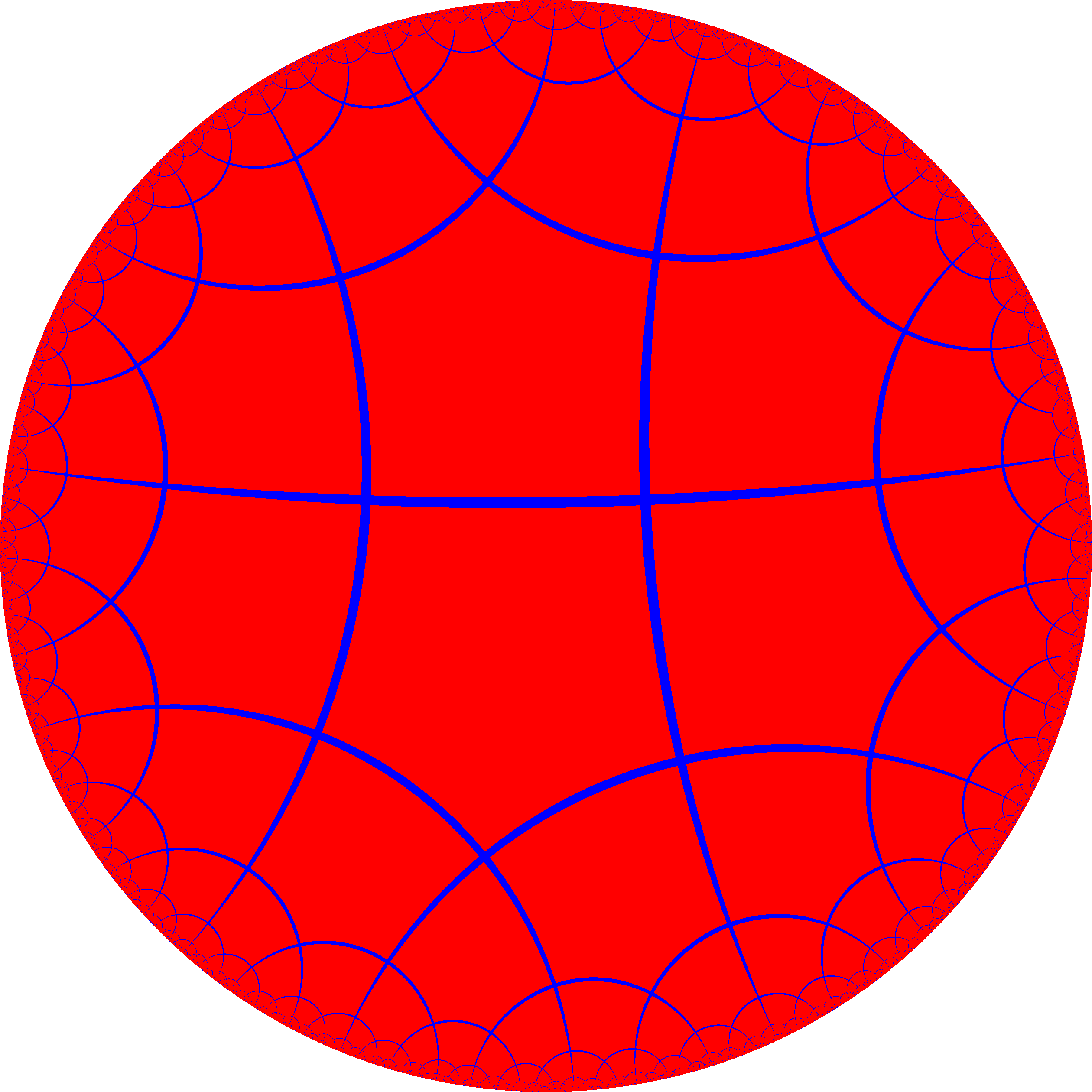
Соты содержат двумерную гиперболическую, {5,4}

Модель Бельтрами — Клейна

## Связанные многогранники и соты
Существует четыре вида правильных компактных сот в гиперболическом 3D-пространстве:
| {5,3,4} | {4,3,5} | {3,5,3} | {5,3,5} |

Существует пятнадцать видов однородных сот в семействе [5,3,4] групп Коксетера, включая эти правильные формы. 
| {5,3,4} · | r{5,3,4} · | t{5,3,4} · | rr{5,3,4} · | t0,3{5,3,4} · | tr{5,3,4} · | t0,1,3{5,3,4} · | t0,1,2,3{5,3,4} · |
| --------- | ---------- | ---------- | ----------- | ------------- | ----------- | --------------- | ----------------- |
|           |            |            |             |               |             |                 |                   |
|           |            |            |             |               |             |                 |                   |
| {4,3,5} · | r{4,3,5} · | t{4,3,5} · | rr{4,3,5} · | 2t{4,3,5} ·   | tr{4,3,5} · | t0,1,3{4,3,5} · | t0,1,2,3{4,3,5} · |

Существует одиннадцать видов однородных сот в разветвлённом  семействе [5,31,1] групп Коксетера, включая соты в чередующейся форме. 
Это построение может быть представлено чередованием (как на шахматной доске) с двумя цветами додекаэдральных ячеек.
Эти соты связаны также с 16-ячейником, кубическими сотами и шестиугольными мозаичными сотами порядка 4, все имеют октаэдральные вершинные фигуры:
| Рисунок |           |           |           |           |           |           |           |
| Ячейки  | · {3,3} · | · {4,3} · | · {5,3} · | · {6,3} · | · {7,3} · | · {8,3} · | · {∞,3} · |

Эти соты являются частью последовательности четырёхмерных многогранников и сот с додекаэдральными ячейками:
| Пространство      | S3        | H3         | H3         | H3             | H3            | H3            | H3            |
| Вид               | Конечные  | Компактные | Компактные | Паракомпактные | Неокомпактные | Неокомпактные | Неокомпактные |
| Название          | {5,3,3} · | {5,3,4} ·  | {5,3,5} ·  | {5,3,6} ·      | {5,3,7} ·     | {5,3,8} ·     | ... {5,3,∞} · |
| ----------------- | --------- | ---------- | ---------- | -------------- | ------------- | ------------- | ------------- |
| Рисунок           |           |            |            |                |               |               |               |
| Vertex · figure · | · {3,3} · | · {3,4} ·  | · {3,5} ·  | · {3,6} ·      | · {3,7} ·     | · {3,8} ·     | · {3,∞} ·     |

### Полноусечённые додекаэдральные соты порядка 4
| Полноусечённые додекаэдральные соты порядка 4 | Полноусечённые додекаэдральные соты порядка 4  |
| --------------------------------------------- | ---------------------------------------------- |
| Тип                                           | Однородные соты в гиперболическом пространстве |
| Символ Шлефли                                 | r{5,3,4} r{5,31,1}                             |
| Диаграммы Коксетера — Дынкина                 | · ↔                                            |
| Ячейки                                        | r{5,3} {3,4}                                   |
| Грани                                         | Треугольники {3} пятиугольники {5}             |
| Вершинная фигура                              | куб                                            |
| Группа Коксетера                              | BH3, [5,3,4] DH3, [5,31,1]                     |
| Свойства                                      | Вершинно транзитивные, рёберно транзитивные    |

Полноусечённые додекаэдральные соты порядка 4, , имеют чередующиеся октаэдральные и икосододекаэдральные ячейки с кубом в качестве вершинной фигуры.

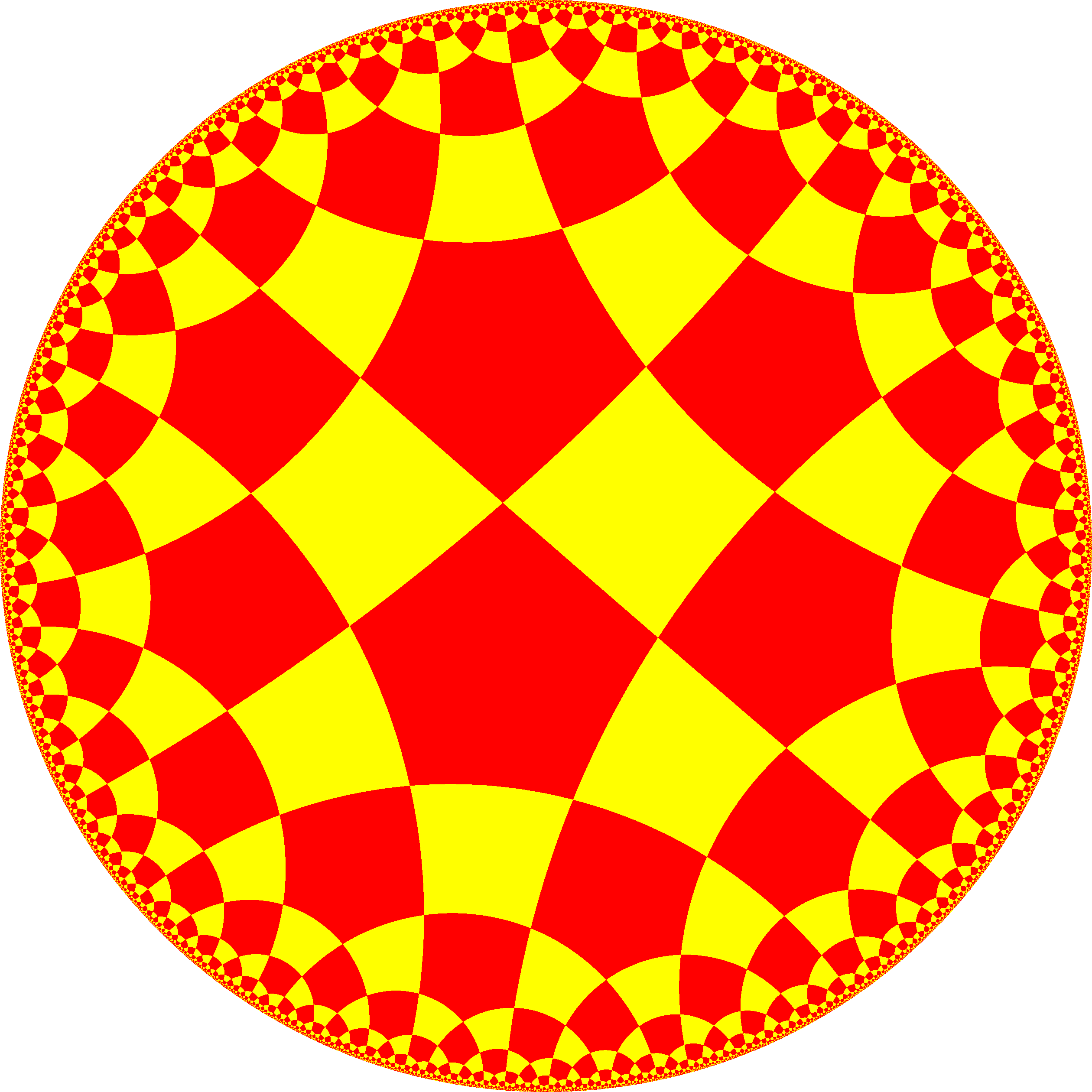
Соты можно рассматривать как аналог двумерной гиперболической, r{5,4}

#### Связанные соты
Существует четыре вида полноусечённых компактных правильных сот:
| Рисунок          |            |            |            |            |
| Обозначение      | r{5,3,4} · | r{4,3,5} · | r{3,5,3} · | r{5,3,5} · |
| Вершинная фигура |            |            |            |            |

### Усечённые додекаэдральные соты порядка 4
| Усечённые додекаэдральные соты порядка 4 | Усечённые додекаэдральные соты порядка 4       |
| ---------------------------------------- | ---------------------------------------------- |
| Тип                                      | Однородные соты в гиперболическом пространстве |
| Символ Шлефли                            | t{5,3,4} t{5,31,1}                             |
| Диаграммы Коксетера — Дынкина            | · ↔                                            |
| Ячейки                                   | t{5,3} {3,4}                                   |
| Грани                                    | Треугольники {3} десятиугольники {10}          |
| Вершинная фигура                         | Квадратная пирамида                            |
| Группа Коксетера                         | BH3, [5,3,4] DH3, [5,31,1]                     |
| Свойства                                 | Вершинно транзитивные                          |

Усечённые додекаэдральные соты порядка 4, , имеют октаэдральные и усечённые додекаэдральные ячейки с  кубом в качестве вершинной фигуры.
Соты можно рассматривать как аналог двумерных гиперболических усечённых пятиугольных мозаик порядка 4 t{5,4} с гранями в виде усечённых пятиугольников и квадратов:

#### Связанные соты
| Рисунок          |            |            |            |            |
| Обозначение      | t{5,3,4} · | t{4,3,5} · | t{3,5,3} · | t{5,3,5} · |
| Вершинная фигура |            |            |            |            |

### Биусечённые додекаэдральные соты порядка 4
| Биусечённые додекаэдральные соты порядка 4 Биусечённые кубические соты порядка 5 | Биусечённые додекаэдральные соты порядка 4 Биусечённые кубические соты порядка 5 |
| -------------------------------------------------------------------------------- | -------------------------------------------------------------------------------- |
| Тип                                                                              | Однородные соты в гиперболическом пространстве                                   |
| Символ Шлефли                                                                    | 2t{5,3,4} 2t{5,31,1}                                                             |
| Диаграммы Коксетера — Дынкина                                                    | · ↔                                                                              |
| Ячейки                                                                           | t{3,5} t{3,4}                                                                    |
| Грани                                                                            | Треугольники {3} квадраты {4} шестиугольники {6}                                 |
| Вершинная фигура                                                                 | Тетраэдр                                                                         |
| Группа Коксетера                                                                 | BH3, [5,3,4] DH3, [5,31,1]                                                       |
| Свойства                                                                         | Вершинно транзитивные                                                            |

Биусечённые додекаэдральные соты порядка 4 или биусечённые кубические соты порядка 5, , имеют усечённые октаэдры и усечённые икосаэдры в качестве ячеек и тетраэдр в качестве вершинной фигуры.

#### Связанные соты
| Рисунок          |             |             |             |
| Обозначение      | 2t{4,3,5} · | 2t{3,5,3} · | 2t{5,3,5} · |
| Вершинная фигура |             |             |             |

### Скошенные додекаэдральные соты порядка 4
| Скошенные додекаэдральные соты порядка 4 | Скошенные додекаэдральные соты порядка 4        |
| ---------------------------------------- | ----------------------------------------------- |
| Тип                                      | Однородные соты в гиперболическом пространстве  |
| Символ Шлефли                            | rr{5,3,4} rr{5,31,1}                            |
| Диаграммы Коксетера — Дынкина            | · ↔                                             |
| Ячейки                                   | rr{3,5} r{3,4} {}x{4} куб                       |
| Грани                                    | Треугольники {3} квадраты {4} пятиугольники {5} |
| Вершинная фигура                         | Треугольная призма                              |
| Группа Коксетера                         | BH3, [5,3,4] DH3, [5,31,1]                      |
| Свойства                                 | Вершинно транзитивные                           |

Скошенные додекаэдральные соты порядка 4,, имеют ромбоикосододекаэдральные, кубооктаэдральные и кубические ячейки и треугольную призму в качестве вершинной фигуры.

#### Связанные соты
| \| Рисунок \| \| \| \| \| \| Обозначение \| rr{5,3,4} · \| rr{4,3,5} · \| rr{3,5,3} · \| rr{5,3,5} · \| \| Вершинная фигура \| \| \| \| \| |             |             |             |             |
| Рисунок |             |             |             |             |
| Обозначение | rr{5,3,4} · | rr{4,3,5} · | rr{3,5,3} · | rr{5,3,5} · |
| Вершинная фигура |             |             |             |             |

### Скошено-усечённые додекаэдральные соты порядка 4
| Скошено-усечённые додекаэдральные соты порядка 4 | Скошено-усечённые додекаэдральные соты порядка 4     |
| ------------------------------------------------ | ---------------------------------------------------- |
| Тип                                              | Однородные соты в гиперболическом пространстве       |
| Символ Шлефли                                    | tr{5,3,4} tr{5,31,1}                                 |
| Диаграммы Коксетера — Дынкина                    | · ↔                                                  |
| Ячейки                                           | tr{3,5} t{3,4} {}x{4} Кубы                           |
| Грани                                            | квадраты {4} шестиугольники {6} десятиугольники {10} |
| Вершинная фигура                                 | зеркальный сфеноид                                   |
| Группа Коксетера                                 | BH3, [5,3,4] DH3, [5,31,1]                           |
| Свойства                                         | Вершинно транзитивные                                |

 Скошено-усечённые додекаэдральные соты порядка 4 являются однородными сотами с диаграммой Коксетера — Дынкина  и имеющие зеркальный сфеноид в качестве вершинной фигуры.

#### Связанные соты
| Рисунок          |             |             |             |             |
| Обозначение      | tr{5,3,4} · | tr{4,3,5} · | tr{3,5,3} · | tr{5,3,5} · |
| Вершинная фигура |             |             |             |             |

### Струг-усечённые додекаэдральные соты порядка 4
| Струг-усечённые додекаэдральные соты порядка 4 | Струг-усечённые додекаэдральные соты порядка 4     |
| ---------------------------------------------- | -------------------------------------------------- |
| Тип                                            | Однородные соты в гиперболическом пространстве     |
| Символ Шлефли                                  | t0,1,3{5,3,4}                                      |
| Диаграммы Коксетера — Дынкина                  | node_1 · 5 · node_1 · 3 · node · 4 · node_1        |
| Ячейки                                         | t{5,3} rr{3,4} {}x{10} {}x{4}                      |
| Грани                                          | Треугольники {3} квадраты {4} десятиугольники {10} |
| Вершинная фигура                               | quad пирамида                                      |
| Группа Коксетера                               | BH3, [5,3,4]                                       |
| Свойства                                       | Вершинно транзитивные                              |

Струг-усечённые додекаэдральные соты порядка 4 — однородные соты с диаграммой Коксетера — Дынкина  и четырёхугольной пирамидой в качестве вершинной фигуры.

#### Связанные соты
| \| Рисунок \| \| \| \| \| \| Обозначение \| t0,1,3{5,3,4} · \| t0,1,3{4,3,5} · \| t0,1,3{3,5,3} · \| t0,1,3{5,3,5} · \| \| Вершинная фигура \| \| \| \| \| |                 |                 |                 |                 |
| Рисунок |                 |                 |                 |                 |
| Обозначение | t0,1,3{5,3,4} · | t0,1,3{4,3,5} · | t0,1,3{3,5,3} · | t0,1,3{5,3,5} · |
| Вершинная фигура |                 |                 |                 |                 |